# Mostra de Venise 2003
La Mostra de Venise 2003 — ou la 60e édition de la Mostra de Venise ou encore la 60e édition du Festival international du film de Venise (en italien : 60ª edizione della Mostra internazionale d'arte cinematografica) — est un festival de cinéma international qui s'est tenu à Venise en Italie du 27 août au 6 septembre 2003.
Le film La Vie et tout le reste (Anything Else) de Woody Allen est présenté en ouverture.

## Jury
- Mario Monicelli (président, Italie), Stefano Accorsi (Italie), Michael Ballhaus (Allemagne), Ann Hui (Hong Kong), Pierre Jolivet (France), Monty Montgomery (É.-U.), Assumpta Serna (Espagne).
- Jury international Controcorrente - Prix S. Marco : Laure Adler (président, France), Vito Amoruso (Italie), Samir Farid (Égypte), Rene Liu (Taiwan), Ulrich Tukur (Allemagne).
- Jury Œuvre Première Luigi de Laurentiis - Lion du futur : Lia van Leer (président, Israël), Jannike Åhlund (Suède), Pierre-Henri Deleau (France), Stefan Kitanov (Bulgarie), Peter Scarlet (É.-U.).

## Compétition
| Titre                                       | Réalisation                 | Pays                 | Distribution                                                                |
| ------------------------------------------- | --------------------------- | -------------------- | --------------------------------------------------------------------------- |
| 21 Grammes (21 Grams)                       | Alejandro González Iñárritu | États-Unis           | Sean Penn, Naomi Watts, Benicio del Toro, Charlotte Gainsbourg              |
| Alila                                       | Amos Gitaï                  | Israël               | Yaël Abecassis, Hana Laszlo, Ronit Elkabetz                                 |
| Code 46                                     | Michael Winterbottom        | Royaume-Uni          | Tim Robbins, Samantha Morton, Togo Igawa, Jeanne Balibar                    |
| Les Sentiments                              | Noémie Lvovsky              | France               | Nathalie Baye, Jean-Pierre Bacri, Isabelle Carré, Melvil Poupaud            |
| The Floating Landscape (Liàn Zhī Fēng Jǐng) | Miu-Suet Lai                | Hong Kong            | Karena Lam, Ekin Cheng, Liu Ye                                              |
| Une femme coréenne (Baramnan gajok)         | Im Sang-soo                 | Corée du Sud         | Moon So-ri, Kim In-mun, Yun Yeo-Jong, Hwang Jeong-min                       |
| Buongiorno, notte                           | Marco Bellocchio            | Italie               | Luigi Lo Cascio, Maya Sansa, Roberto Herlitzka                              |
| Goodbye, Dragon Inn (Bú sàn)                | Tsai Ming-liang             | Taïwan               | Lee Kang-sheng, Chen Shiang-chyi                                            |
| Disparitions (Imagining Argentina)          | Christopher Hampton         | Espagne Royaume-Uni  | Antonio Banderas, Emma Thompson, Leticia Dolera, Maria Canals               |
| Le Cerf-volant (Tayyara men wara)           | Randa Chahal Sabbagh        | Liban                | Flavia Béchara, Maher Bsaibes, Randa Asmar                                  |
| Loving Glances (Sjaj u ocima)               | Srđan Karanović             | Serbie-et-Monténégro | Senad Alihodzic, Ivana Bolanca, Jelena Đokić, Milena Dravić                 |
| Le Miracle (Il miracolo)                    | Edoardo Winspeare           | Italie               | Carlo Bruni, Stefania Casciaro, Ippolito Chiariello                         |
| Pornografia                                 | Jan Jakub Kolski            | Pologne              | Krzysztof Majchrzak, Adam Ferency, Krzysztof Globisz, Grażyna Błęcka-Kolska |
| Raja                                        | Jacques Doillon             | France               | Pascal Greggory, Najat Benssallem                                           |
| Le Retour (Vozvrashcheniye)                 | Andreï Zviaguintsev         | Russie               | Vladimir Garine, Ivan Dobronravov, Konstantin Lavronenko, Natalia Vdovina   |
| Rosenstrasse                                | Margarethe von Trotta       | Allemagne            | Maria Schrader, Katja Riemann, Martin Wuttke                                |
| Segreti di stato                            | Paolo Benvenuti             | Italie               | David Coco, Antonio Catania, Sergio Graziani                                |
| Un film parlé (Um filme falado)             | Manoel de Oliveira          | Portugal             | Leonor Silveira, Filipa de Almeida, John Malkovich, Catherine Deneuve       |
| Twentynine Palms                            | Bruno Dumont                | France               | David Wissak, Katerina Golubeva                                             |
| Zatōichi (座頭市)                           | Takeshi Kitano              | Japon                | Beat Takeshi, Tadanobu Asano, Michiyo Ōkusu, Gadarukanaru Taka              |

## Palmarès

### Palmarès officiel
- Lion d'or (du meilleur film) : Le Retour (Vozvrashcheniye) de Andreï Zviaguintsev
- Grand prix spécial du jury : Le Cerf-volant de Randa Chahal Sabbagh
- Lion d'argent (du meilleur réalisateur) : Takeshi Kitano pour Zatōichi (座頭市)
- Coupe Volpi de la meilleure interprétation masculine : Sean Penn pour 21 Grammes (21 Grams) d'Alejandro González Iñárritu
- Coupe Volpi de la meilleure interprétation féminine : Katja Riemann pour Rosenstrasse de Margarethe von Trotta
- Prix Marcello-Mastroianni (jeune acteur ou actrice) :  Najat Benssallem pour Raja de Jacques Doillon
- Prix San Marco : Vodka Lemon de Hiner Saleem
- Prix Luigi-De-Laurentis pour la meilleure première œuvre : Le Retour (Vozvrashcheniye) de Andreï Zviaguintsev
- Lion d'or d'honneur :  Dino De Laurentiis et Omar Sharif

### Autres prix
- Prix Robert-Bresson (décerné par l'Église catholique) : Krzysztof Zanussi